# Дмохи-Випихи
Дмохи-Випихи (пол. Dmochy-Wypychy) — село в Польщі, у гміні Чижев Високомазовецького повіту Підляського воєводства.
Населення — 41 особа (2011).
У 1975-1998 роках село належало до Ломжинського воєводства.

## Демографія
Демографічна структура станом на 31 березня 2011 року:
|          | Загалом | Допрацездатний вік | Працездатний вік | Постпрацездатний вік |
| -------- | ------- | ------------------ | ---------------- | -------------------- |
| Чоловіки | 22      | 1                  | 19               | 2                    |
| Жінки    | 19      | 5                  | 11               | 3                    |
| Разом    | 41      | 6                  | 30               | 5                    |